# August Crull

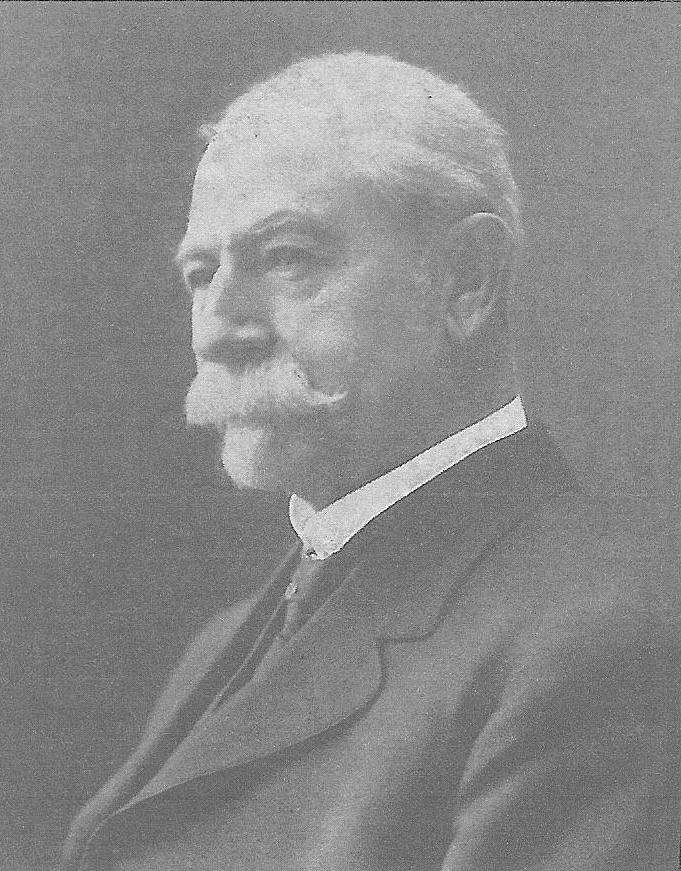
August Crull

August Johann Friedrich Crull (* 27. Januar 1845 in Rostock; † 17. Februar 1923 in Milwaukee) war ein deutsch-amerikanischer lutherischer Theologe, Pädagoge und Schriftsteller. 

## Leben und Wirken
August Crull stammte aus einer mecklenburgischen Akademikerfamilie. Er war Sohn des Advokaten und mecklenburg-schwerinschen Hofrats (Georg Christian) Friedrich Crull (* 5. August 1786 in Alt Karin, † 4. Dezember 1849 in Rostock), Enkel des Pastors in Alt-Karin Heinrich Georg Friedrich Crull (1755–1819) und Ur-Urenkel von Georg Christoph Detharding. Der Wismarer Arzt und Historiker Friedrich Crull war sein Cousin. Sein Vater hatte sich von seiner ersten Frau Christine Marie Juliane, geb. Calsow (1787–1856) scheiden lassen, um 1839 die Schauspielerin Katharine Hubertine, geb. Braun zu heiraten. 
Nach dem plötzlichen Tod seines Vaters durch einen Schlaganfall heiratete seine Mutter den Theologen Albert Friedrich Hoppe. Crull begann seine Schulzeit auf dem Gymnasium in Rostock; im Jahr 1855 wanderte die Familie in die USA aus. Während die Familie zunächst in New Orleans eine neue Heimat fand, ging August Crull nach St. Louis, Missouri, um auf das Concordia College der Lutheran Church – Missouri Synod zu gehen. Er zog mit nach Fort Wayne, Indiana als es dorthin verlegt wurde und machte hier 1862 seinen Abschluss. Anschließend studierte er Theologie am Concordia Seminar in St. Louis, bestand 1865 das Kandidatenexamen und wurde im selben Jahr ordiniert. Nach nur einem Jahr als Hilfspastor in Milwaukee zog er sich ein Halsleiden zu und ging für ein Jahr zur Kur nach Dresden. 1868 kehrte er in die USA zurück und war zunächst als Lokalredakteur an einer deutschen Zeitung in St. Louis tätig.
1869 bis 1871 war er Leiter einer lutherischen High School, und 1871 bis 1873 Pastor einer großen lutherischen Gemeinde in Grand Rapids (Michigan). 1873 wurde er als Professor für Deutsch und Französisch an das Concordia College in Fort Wayne berufen. Hier unterrichtete er 42 Jahre lang bis 1915. Seinen Ruhestand verlebte in Milwaukee. Seine Letzten Jahre waren von psychischen Problemen überschattet, die die zeitweilige Einlieferung in ein Sanatorium notwendig machten.
Seine erste Frau Sophie, geb. Viewend († 1884), die Tochter eines Professors in St. Louis, und drei seiner vier Kinder aus dieser Ehe starben vor ihm. In zweiter Ehe war er verheiratet mit Katharina, geb. John, aus Milwaukee.
August Crull ist vor allem als Hymnologe bekannt geblieben. Er veröffentlichte drei englische Gesangbücher, zum Teil mit eigenen Übersetzungen deutscher Choräle. Einige davon finden sich noch heute in englischsprachigen Gesangbüchern. Die von ihm herausgegebenen zweisprachigen Anthologien wie Gott segne Dich! waren als Geschenkbücher, etwa zur Konfirmation, sehr erfolgreich und erlebten mehrere Auflagen. Daneben verfasste er pädagogische Werke und war über mehrere Jahre lang Redakteur des Concordianer, der deutschsprachigen Zeitschrift für Absolventen des Concordia College.

## Schriften
- Kurze Gestenlehre. 1880 [2. Auflage: 1900; 3. Auflage: 1908]

(Digitalisat der 2. Auflage)
- Gott segne Dich! Eine Auswahl von Stammbuchversen, Neujahrs-, Geburtstags-, Paten-, Hochzeits- und sonstigen Segenswünschen. Concordia Publishing House, St. Louis 1884, 1885
- Gott tröste Dich! 1889
- Das walte Gott! Ein Handbuch zur täglichen Hausandacht aus den Predigten des seligen Prof. Dr. C.F.W. Walther. Concordia Publishing House, St. Louis 1893 (Digitalisat)
- Lehrbuch der Deutschen Sprache. 1893, 1905
- Hymn Book for the use of Evangelical Lutheran schools and congregations. Decorah 1877, 1884 (Digitalisat der Ausgabe von 1884)
- Hymns of the Evangelical Lutheran Church. For the use of English Lutheran Missions. Concordia Publishing House, St. Louis 1886
- Evangelical Lutheran Hymn Book. 1889, 1892